# Que reste-t-il de nos amours?
Que reste-t-il de nos amours? (en català: Què en resta, del nostre amor?) és una cançó molt coneguda de Charles Trenet, enregistrada per primera vegada l'any 1942, La música és Léo Chauliac i Charles Trenet. Trenet també n'és l'autor de la lletra.
Infinitat d'intèrprets n'han fet la seva versió, entre els quals destaquen: Dalida, Françoise Hardy-Alain Bashung, Françoise Kucheida, Gloria Lasso, João Gilberto, Lucienne Boyer, Ornella Vanoni,...
L'any 1999, Franco Battiato en va fer una versió italiana: Che cosa resta. La cançó es va fer servir a la pel·lícula de François Truffaut Baisers volés.